# August Bohlin
August Bohlin, född 7 juli 1877 Österlövsta församling, Uppsala län, död 19 maj 1949 i Uppsala församling, Uppsala län, var en nyckelharps- och fiolspelman från Uppland. Hans far Johan Bohlin var en känd och skicklig nyckelharpsspelman, likaså hans bror Carl Erik Bohlin och dennes son Karl Enar (1897–1934). August Bohlin började spela fiol vid 12 års ålder på en egentillverkad fiol.  Han påstod själv att han tillhörde en gammal spelmanssläkt, där både farfadern och farmoderns förfäder varit spelmän. Denna utsaga saknar dock belägg, frånsett hans egna uttalanden.
Han deltog i spelmanstävlingen i Uppsala år 1909, och erhöll där första pris i fiolspel. Året därpå, 1910, var han inbjuden till den stora riksspelmansstämman i Stockholm och erhöll där av Anders Zorn det s. k. Zornmärket i silver och därmed titeln riksspelman. Han började efter faderns frånfälle även att spela nyckelharpa, vilken han förbättrade vintern 1929–1930 så att det blev spelbart i alla tonarter, vilket tidigare ej varit fallet. Han var i flera somrar anställd som nyckelharpospelman på Skansen i Stockholm.
Bohlin var bosatt i Broberget, Harbo socken 1919–1930. Under sina år i Harbo spelade Bohlin mycket tillsammans med bröderna Tallroth, vilka har fört vidare hans repertoar och spelstil. Han flyttade 1931 till Uppsala där han bl. a. var verksam som vaktmästare vid Disagården i Gamla Uppsala 1931–1934.
Tillsammans med fadern, Johan Bohlin (1841–1916), var han flitigt engagerad som spelman vid otaliga bjudningsdanser samt bröllop och fester av olika slag. De spelade in en rad grammofonskivor 1912–1913 vilka finns samlade på en cd 2005. August Bohlin är begravd på Uppsala gamla kyrkogård.